# Czarnomorskie Powstańcze Wojsko Kozackie
Czarnomorskie Powstańcze Wojsko Kozackie (ukr. Чорноморське повстанське козацьке військо) - antybolszewicka powstańcza formacja wojskowa na południowej Ukrainie złożona z Kozaków na początku lat 20. XX wieku.
Po przejęciu władzy przez bolszewików na południowej Ukrainie rozwinął się tam silny kozacki ruch powstańczy. Najsilniej powstańcy działali w odeskiej i południowej części podolskiej guberni. Oddziały powstańcze tworzyły Czarnomorskie Powstańcze Wojsko Kozackie (nazywane też Naddniestrzańską Dywizją). Na jego czele stanął ataman Semen Zabołotny. Wojskiem kierowała sprawnie rada powstańcza i sztab. Przy sztabie istniał cywilny zarząd. Dowództwo Wojska utrzymywało ścisły kontakt z władzami Ukraińskiej Republiki Ludowej (URL). Przy sztabie działał przedstawiciel ministerstwa spraw wewnętrznych URL. Pod szyldem Czarnomorskiego Powstańczego Wojska Kozackiego działały oddziały powstańcze atamanów Małogo, Dzierewiagi, Sołtysa, Burowskiego, Kirszula, Karego, Kowalienki, Sołonienki, Derkacza, Dziesiatnika, Bondarenki, Lewczenki. 
Największymi oddziałami były oddziały atamanów S. Zabołotnego i Jakowa Koszczowego. Powstańcy odzyskiwali skonfiskowane u chłopów zboże i bydło, niszczyli dokumenty sowieckich komisji rekwizycyjnych, atakowali obiekty i magazyny wojskowe, likwidowali bolszewickich aktywistów partyjnych, przedstawicieli władzy i funkcjonariuszy służb specjalnych. Latem 1920 r. liczebność sił powstańczych osiągnęła około 3 tys. ludzi. W tym samym czasie w rejonie wsi Sieńki zginął ataman J. Koszczowy. Jesienią tego roku powstańcy zamierzali połączyć się z wojskami Besarabskiej Grupy Armii Czynnej URL, która miała zaatakować z terytorium Rumunii. Wyprawa, nazwana II marszem zimowym, zakończyła się jednak klęską. Zimą oddziały powstańcze zostały podzielone na mniejsze. Część powstańców powróciła do domów. Poza tym prowadzenie przez bolszewików nowej łagodniejszej dla chłopów polityki ekonomicznej zaczęło zmieniać ich pozytywny stosunek do ruchu powstańczego. Swoje zrobiły też ciągłe bolszewickie ekspedycje karne przeciwko wsiom. 
OGPU skoncentrowało swoje działania na przywódcy powstańców atamanie S. Zabołotnym. Do jego oddziału udało się wprowadzić agenta ps. "Profesor", którym był Dmitrij Buźko, przyszły pisarz sowiecki. Latem 1921 r. w walkach z wojskami bolszewickimi oddział S. Zabołotnego poniósł bardzo poważne straty. Atamanowi wraz z niewielką grupą podkomendnych, wśród których był D. Buźko, udało się wyrwać z okrążenia i ukryć w lasach. Jednakże napór oddziałów bolszewickich był tak duży, że ludzie S. Zabołotnego byli zmuszeni stale przemieszczać się, zmieniać miejsca ukrycia, unikać starć z wojskiem. 
Dzięki sieci agenturalnej w terenie bolszewikom udało się pomimo tego namierzyć powstańców. Został za nimi posłany tzw. oddział pościgowy, który zaatakował obozowisko powstańców. Ponownie udało się atamanowi i kilku powstańcom zbiec (znowu był wśród nich D. Buźko). Do jesieni 1921 r. większość oddziałów Czarnomorskiego Powstańczego Wojska Kozackiego została rozbita (atamanów Bondarienki, Sołonienki, Leczenki, Derkacza, Dzierewiaga). Niektórzy atamani powstańczy po ogłoszeniu amnestii ujawnili się (Małyj, Burowski, Sołtys, Leszczenko). Część powstańców uszła za granicę. Zimą 1922 r. bolszewicy zastosowali nową taktykę, aby namierzyć atamana S. Zabołotnego, a mianowicie zaczęli rozstrzeliwać chłopów. W tej sytuacji w lutym ataman ujawnił się i oddał w ręce bolszewików, którzy go natychmiast zabili.